# Jules Goda
Jules Stéphane Goda (Yaoundé, 30 de maio de 1989), é um futebolista camaronês que atua como goleiro. Atualmente, joga pelo Tours.

## Carreira
Goda iniciou a carreira em 2007, no Bastia, jogando 7 partida pelo clube. Em 2011, assinou com o tradicional Olympique de Marseille, porém não disputou nenhuma partida oficial.
Entre 2011 e 2013, atuou no Portimonense (9 jogos) e não atuou nenhuma vez pelo Larissa (Grécia), voltando ao futebol francês para defender o Gazélec Ajaccio. Após 3 anos pelos rubro-azulinos, foi para o Ajaccio, a terceira equipe da Córsega em sua carreira.
Depois de um ano e apenas 13 partidas, Goda rescindiu o contrato e assinou por 2 anos com o Tours.

## Seleção Camaronesa
Convocado desde 2011 para a Seleção Camaronesa, Goda jogou apenas 1 partida como titular, contra a Guiné Equatorial, em outubro do mesmo ano. Ele representou o elenco da Seleção Camaronesa de Futebol no Campeonato Africano das Nações de 2017.